# Theodor Herrmann (Fußballspieler)
Theodor Herrmann (* 2. April 1921) ist ein ehemaliger deutscher Fußballspieler.

## Karriere
Theodor Herrmann kam vom ASV Botnang 1947 zu den Stuttgarter Kickers. Dort spielte er Erstligafußball in der Oberliga Süd und war Teil der Mannschaft des „Hundert-Tore-Sturm“. Später kehrte er zum ASV Botnang zurück.